# Église Saint-Martin-de-Vertou de Vertou
Pour les articles homonymes, voir Église Saint-Martin-de-Vertou.
L'église Saint-Martin-de-Vertou est un lieu de culte catholique situé sur la commune de Vertou, dans le département français de la Loire-Atlantique.

## Localisation
L'église, vouée à Martin de Vertou, est située au centre du bourg. Sa façade donne sur la « place Saint-Martin ». Elle succède à trois premières église primitives, édifiées au même endroit.

## Description
L'église est de style néogothique. La longueur totale de l'édifice est de 60 m, sa largeur est de 20 m, la hauteur au transept est de 21,50 m, la hauteur du clocher est de 67 m et de 74 m avec la croix.

### Ciborium
Le ciborium est réalisé après avril 1888 par Joseph Vallet, de même que que le maître-autel, la statue des douze apôtres et les deux autels retables. Il prend la forme d'un édicule gothique en pierre, orné d'arcs trilobés, de pinacles et de statuettes, caractéristiques rares dans l'architecture néogothique. Les piliers du ciborium sont ornés de six statues en pierre :
- côté sud : saint Sébastien, sainte Marguerite d'Antioche, saint François d'Assise[1] ;
- côté nord : saint Michel, saint Vincent de Paul, sainte Élisabeth de Hongrie[1].

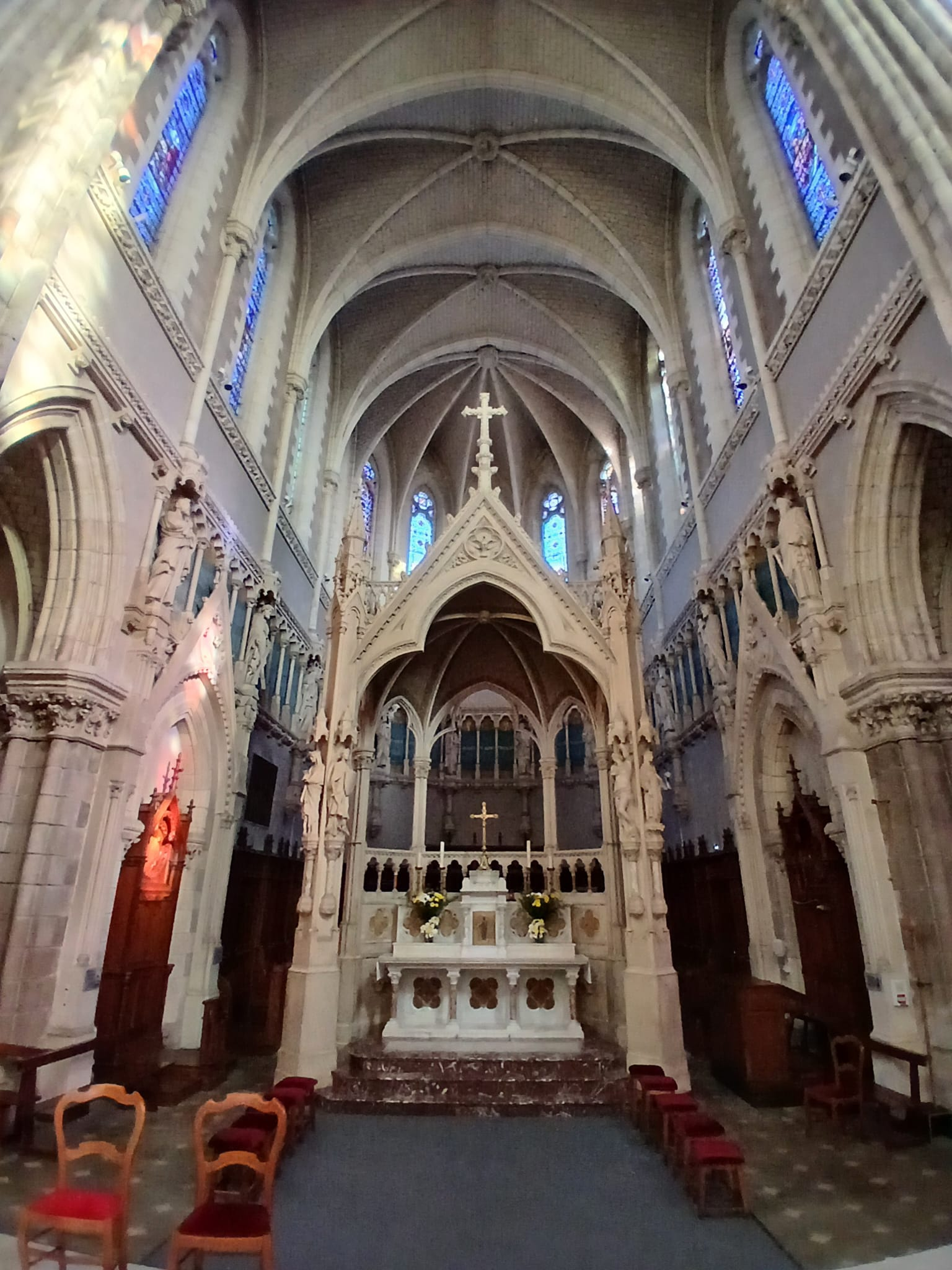
Le ciborium.

### Retable de la Vierge
Réalisé en pierre blanche polie par Joseph Vallet, le retable adossé à l'autel de la chapelle latérale est érigé après avril 1888. Il représente saint Martin à gauche et saint Blaise à droite, présentant la Vierge à l'Enfant aux fidèles de la paroisse. On remarque le clocher de la nouvelle église et un essai de reconstitution de la façade du monastère au bas du tympan. Saint Joseph est dans le médaillon gauche et saint Antoine de Padoue dans celui de droite. Les vitraux, œuvre d'Antoine Meuret, représentent saint Joseph et sainte Anne.

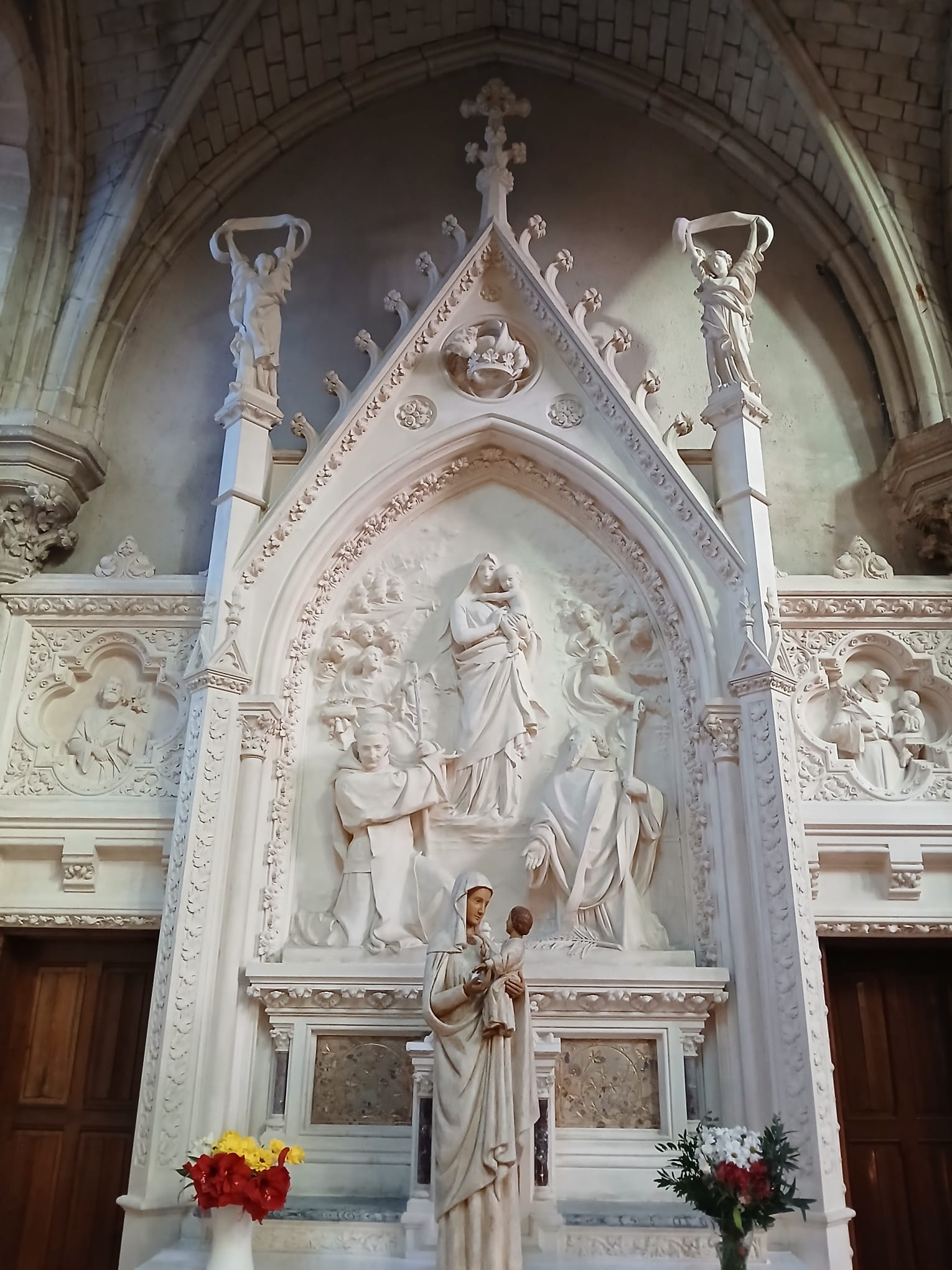
Retable de la Vierge.
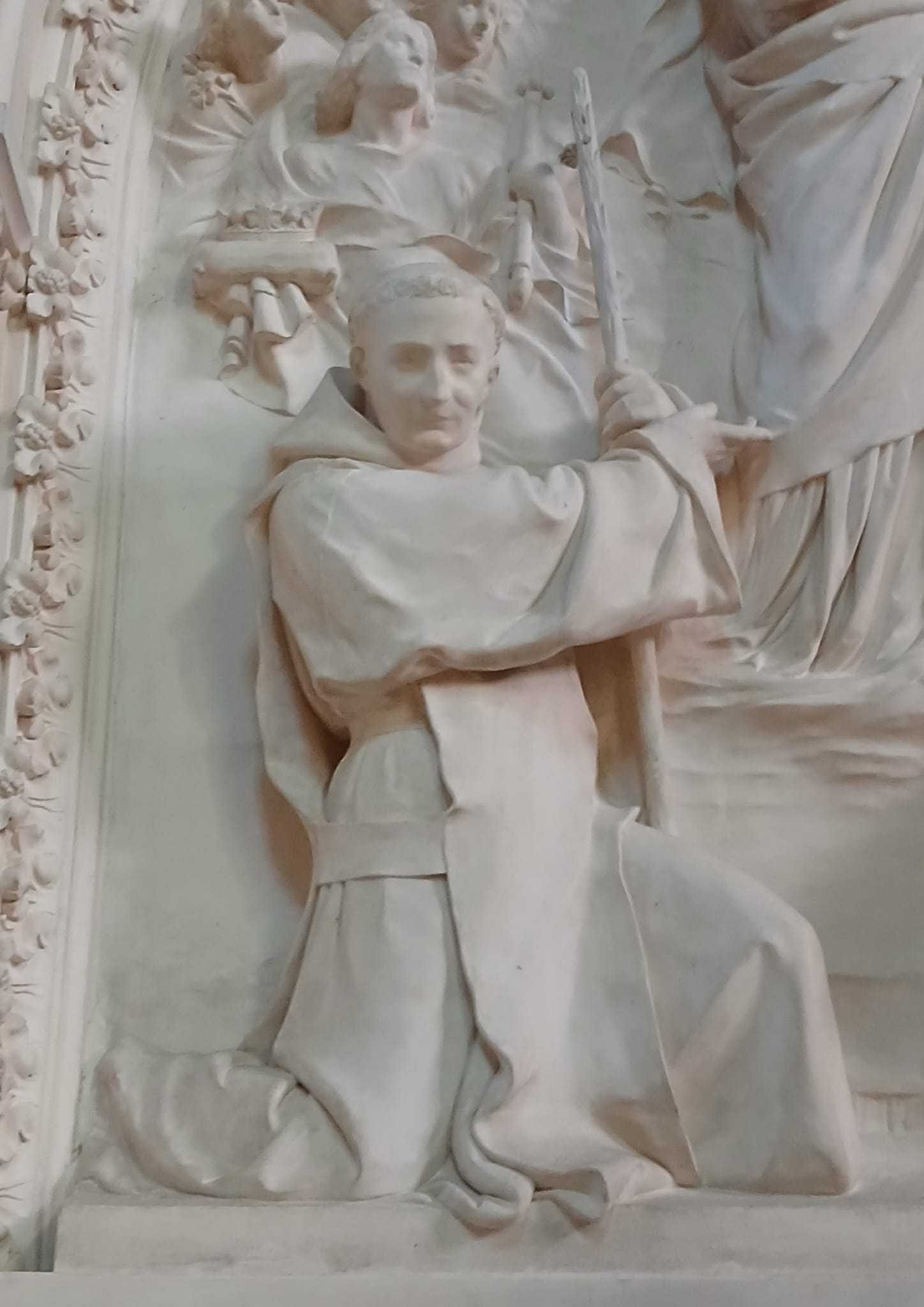
Bas-relief du retable de la Vierge représentant Martin de Vertou.

### Baptistère
La fresque du baptistère, réalisée en novembre 1944, est l'œuvre d'Henry Leray et de Laure Martin. Les cinq pans de murs, sous le vitrail représentant le baptême du Christ, sont peints à fresque. Ils illustrent la vie de saint Martin de Vertou, sur recommandation de l'abbé Mercier, vicaire de Vertou à cette époque. De gauche à droite :
- pan de gauche : saint Martin fuyant Herbauges, saint Martin présenté en diacre[1] ;
- trois pans centraux : saint Martin abbé, baptisant les catéchumènes[1] ;
- pan de droite : saint Martin moine, au monastère de Vertou, plante son bâton. Un moine est en prière, un autre soigne la vigne[1].

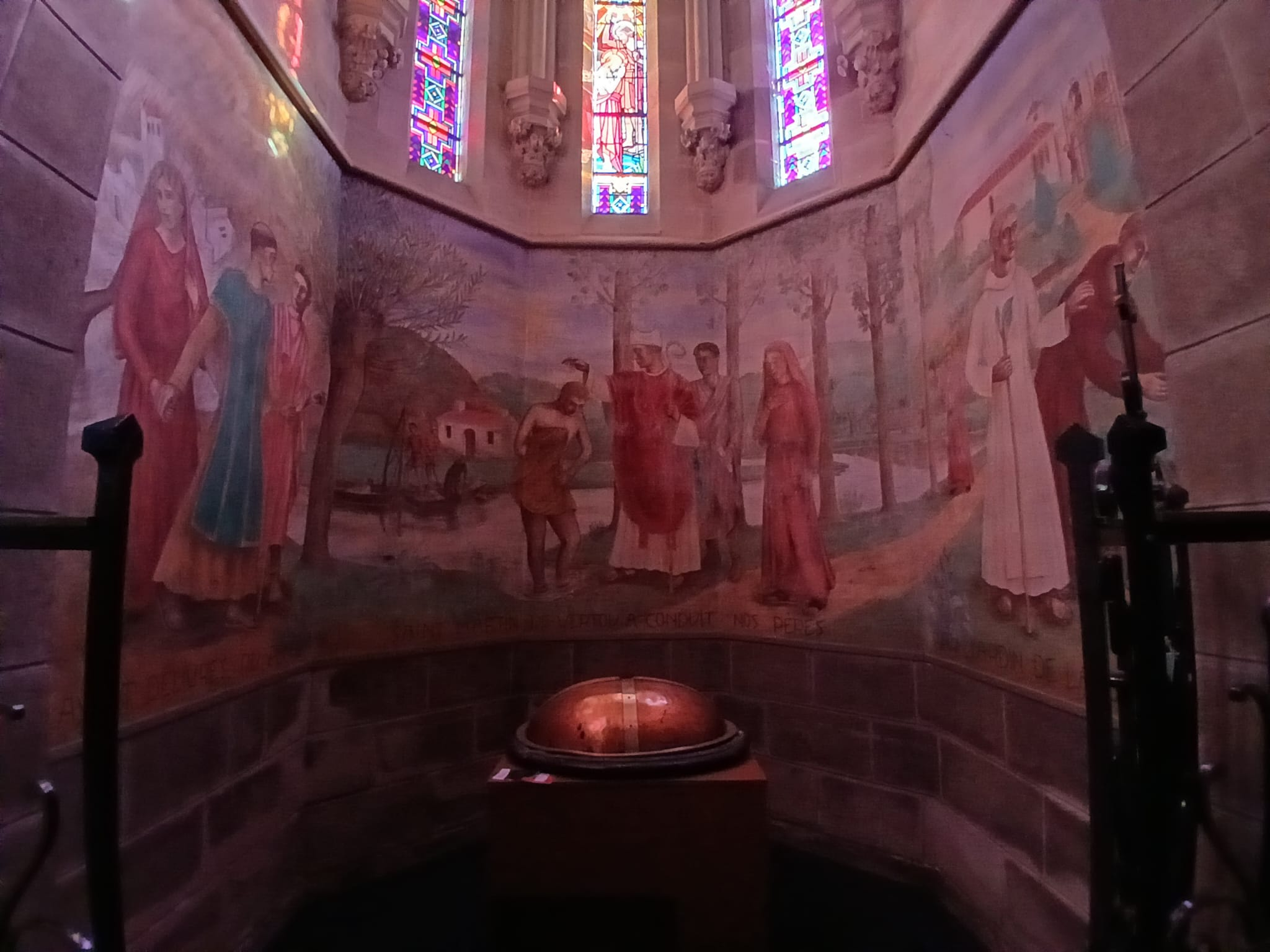
Fonts baptismaux.

### Orgue
L'orgue est réalisé en 1889 par le facteur nantais Louis Debierre. Il est béni le 1er juin 1890. Le buffet présente l'originalité d'être encastré dans le mur derrière le chœur (abside) et en partie encavé. En 1916, une soufflerie électrique remplace la soufflerie mécanique, qui nécessitait qu'un homme pédale pour pouvoir fonctionner. La console est déplacée en 1987à côté de l'autel par commodité pour occuper l'emplacement du siège attribué au curé.

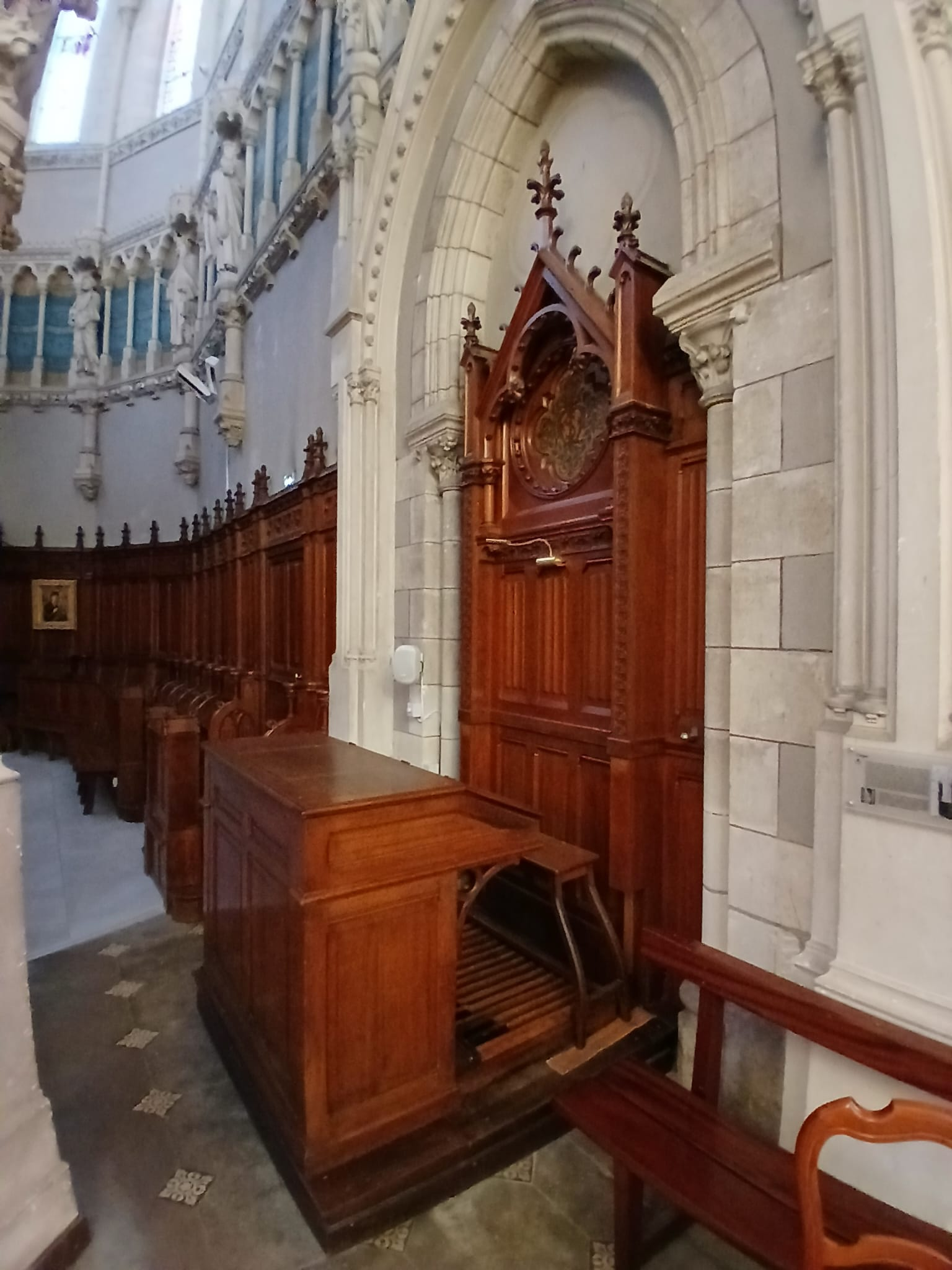
Console de l'orgue, abside en arrière-plan.

### Abside
L'abside est symboliquement le lieu de la gloire, de la vie éternelle, de la joie céleste, de la communion éternelle de l'Homme avec Dieu. Les statues des douze apôtres couronnent le chœur. Elles sont reliés par une draperie en trompe-l'œil avec en son milieu une inscription en latin qui raconte les faits attribués à saint Martin par son hagiographie. On y remarque la crosse abbatiale et le bâton qu'au soir de sa vie, saint Martin lègue à ses moines. L'abside comporte vingt-deux stalles et deux stalles d'honneur : 
- côté droit, le siège du curé, surmonté d'un médaillon orné de l'emblème de saint Martin[1] ;
- côté gauche, le siège du célébrant[1].

### Cloches
La flèche de l'église, en pierre de Saint-Savinien, est édifiée en 1888. Le charpentier Doussin reçoit la commande d'un beffroi en bois de chêne représentant 14 stères en environ 400 kg de ferrure. Le 1er juin 1890, Mgr Jules-François Le Coq, évêque de Nantes, bénit les cinq cloches réalisées à la fonderie Bollée du Mans. Un prénom féminin composé est attribué à chacune d'entre elles :
- Élodie-Françoise, 2904 kg (si bémol) ;
- Charlotte-Joséphine, 1 995 kg (do) ;
- Ernestine-Jeanne, 1 500 kg (ré) ;
- Henriette-Marie, 1 348 kg (mi bémol) ;
- Marie-Antonie, 800 kg (fa)[1].

Sonnées dans l'ordre, ces cinq premières notes donnent l'air du cantique breton Je crois au Paradis. La tradition attribue ce chant à saint Hervé, barde aveugle du VIe siècle. Elles sont électrifiées en 1933. Avant cette date, l'intervention de neuf hommes était nécessaire pour les faire sonner. Le beffroi est restauré dans le cadre des travaux de réparation du clocher de 2008-2009.
En avril 1891, l'achat d'une horloge pour un montant de 3 000 francs est financé à hauteur de 50 % par la municipalité et de 50 % par le conseil de fabrique. Trois cadrans affichent l'heure sur trois côtés. En 2015, la Ville de Vertou et la Fondation du Patrimoine signent une convention de partenariat pour la restauration, réalisée par l'entreprise Lusseau en Vendée. L'horloge est démontée dans ce cadre pour être réparée, elle est réinstallée en 2016.

### Vitraux
Vitraux du chœurs
Les vitraux du chœur sont réalisés après mai 1887 par le vitrailliste Antoine Meuret, de Nantes. Ils retracent la légende de Martin de Vertou, dont l'iconographie demeure rare. Ils représentent, de gauche à droite :
- l'envoi en mission par Félix de Nantes de son jeune diacre Martin au pays d'Herbauges ;
- Martin annonce la Bonne Nouvelle[n 1] aux habitants d'Herbauges ;
- Martin condamne Herbauges, s'engloutissant dans les flots ;
- Martin ermite en forêt de Dumen (qui deviendra la forêt de Touffou) ;
- Martin voyageur accueilli par un prince anglais qui lui demande la guérison de sa fille ;
- Martin bénissant Vertou. Il tient son bâton qui a déjà verdi. Selon la légende, ce bâton fleurit et devient un if ;
- Martin consacre la première église de Vertou ;
- en route vers Durinum (Saint-Georges-de-Montaigu). Martin s'endort dans une clairière et est averti en songe qu'il doit retourner à Vertou ;
- Martin dit adieu à ses moines ;
- mort de Martin à Durinum, le 24 octobre 601 ;
- enlèvement du corps de Martin par les moines de Vertou suivis par ceux de Durinum[1].

Vitraux et rosace du transept gauche
Côté nord, les vitraux et la rosace sont dédiés à la Vierge. De gauche à droite sont représentés : l'Annonciation, la Nativité, la mort de la Vierge, son accueil au Ciel. La rosace est ornée de titres mariaux, de haut en bas et dans le sens des aiguilles d'une montre : secours dans l'épreuve (chavirement d'un navire), rose mystique (rose), Refuge des malheureux (cœur transpercé), vierge très pure (lys), signe de l'Alliance (arc-en-ciel), étoile du matin (étoile).
Vitraux et rosace du transept droit
Côté sud sont représentés le Sacré-Cœur de Jésus et la Passion du Christ. De gauche à droite : l'agonie de Jésus-Christ au Jardin des Oliviers, le baiser de Judas, la rencontre de Jésus et de sa mère sur le chemin du calvaire, la Crucifixion. La rosace montre les différents instruments du supplice de la croix. L'oculus de gauche représente le Sacré-Cœur apparaissant à sainte Marguerite-Marie. Celui de droite représente l'apparition des séraphins à sainte Marguerite-Marie, qui vont former la première association en l'honneur du Sacré-Cœur alors que la sainte travaille le chanvre.

## Historique
L'édifice actuel est le quatrième lieu de culte bâti à cet emplacement.

### Les trois premières églises
Première église
La première est construite par Martin de Vertou lui-même en 575, en même temps que l'abbaye Saint-Martin de Vertou, édifiée à proximité à l'endroit où le saint avait son ermitage. Elle est consacrée en 577 par Félix de Nantes, évêque de Nantes, ami de Saint Martin, et dédié à Saint Jean le Baptiste.

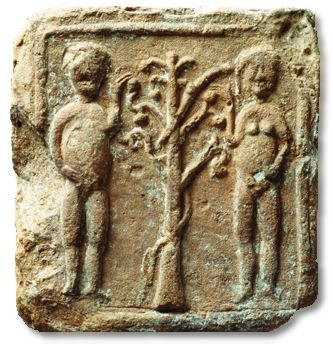
Vestige de l'église du VIe siècle : Adam et Ève autour de l'arbre de la connaissance du bien et du mal.

Seconde église
La seconde, commencée en 840, voit sa construction interrompue à cause des invasions normandes : brûlée en 847 par les Normands, elle n'est terminée qu'en 853.
Troisième église
La troisième, construite en 945 dans un style roman au retour des moines qui avaient fuit Vertou lors des invasions vikings, était dotée de deux clochers puisqu'elle avait la particularité d'avoir une double fonction : le côté Est dédié Saint-Martin de Vertou formait l'église abbatiale, tandis que le côté Ouest consacré Saint Blaise constituait l'église paroissiale. Le bâtiment, brûlé le 17 septembre 1793 pendant la Révolution française, est restauré au début du XIXe siècle. En 1850, une partie de la façade est refaite et la nef est rallongée.

### L'église actuelle
La construction de la quatrième église est décidée en 1873 et on fait appel à deux Vertaviens, l'architecte François Bougoüin pour en dresser les plans et à l'entrepreneur Cognet et ses ouvriers pour réaliser les travaux. Ceux-ci commencent deux ans plus tard, en 1875 par la démolition de l'église ancienne, y compris la façade refaite en 1850, et par la bénédiction de la première pierre, le 8 août de la même année. Le chœur, le transept et les première rangées de piliers de la nef sont bénis le 22 juillet 1877. En janvier 1878, à la suite d'une délibération du conseil paroissial, il est décidé de continuer les travaux, « sauf pour le clocher qui sera seulement monté à la hauteur de la corniche de la grande nef », les finances de la paroisse ne le permettant pas. L'ensemble de l'édifice est achevé en avril 1879, sans le clocher donc, faute de moyens car, peut-on lire, « une quête serait inutile et odieuse, après cinq années sans récolte ».
Il faudra finalement attendre dix ans pour la flèche de l'église soit édifiée de juin à fin octobre 1888. Lors de sa séance de Quasimodo, le 28 avril 1889, le conseil paroissial prend acte de l'achèvement du clocher, en pierre de Saint-Savinien.
Le 1er juin 1890, Mgr Le Coq, évêque de Nantes, bénit les cinq cloches fondues au Mans par la Fonderie Bollée qui ont pour nom : Elodie-Françoise 2 904 kg (si b), Charlotte-Joséphine 1 995 kg (do), Ernestine-Jeanne 1 500 kg (ré), Henriette-Marie 1 348 kg (mi-b) et Martine-Antonie 800 kg (fa). La carillon électrifié en 1933.
En avril 1891, la municipalité et le conseil paroissial financent conjointement l’achat d’une horloge.
En 1993, l'église est nouveau entièrement consacrée à Saint-Martin de Vertou.

## Galerie

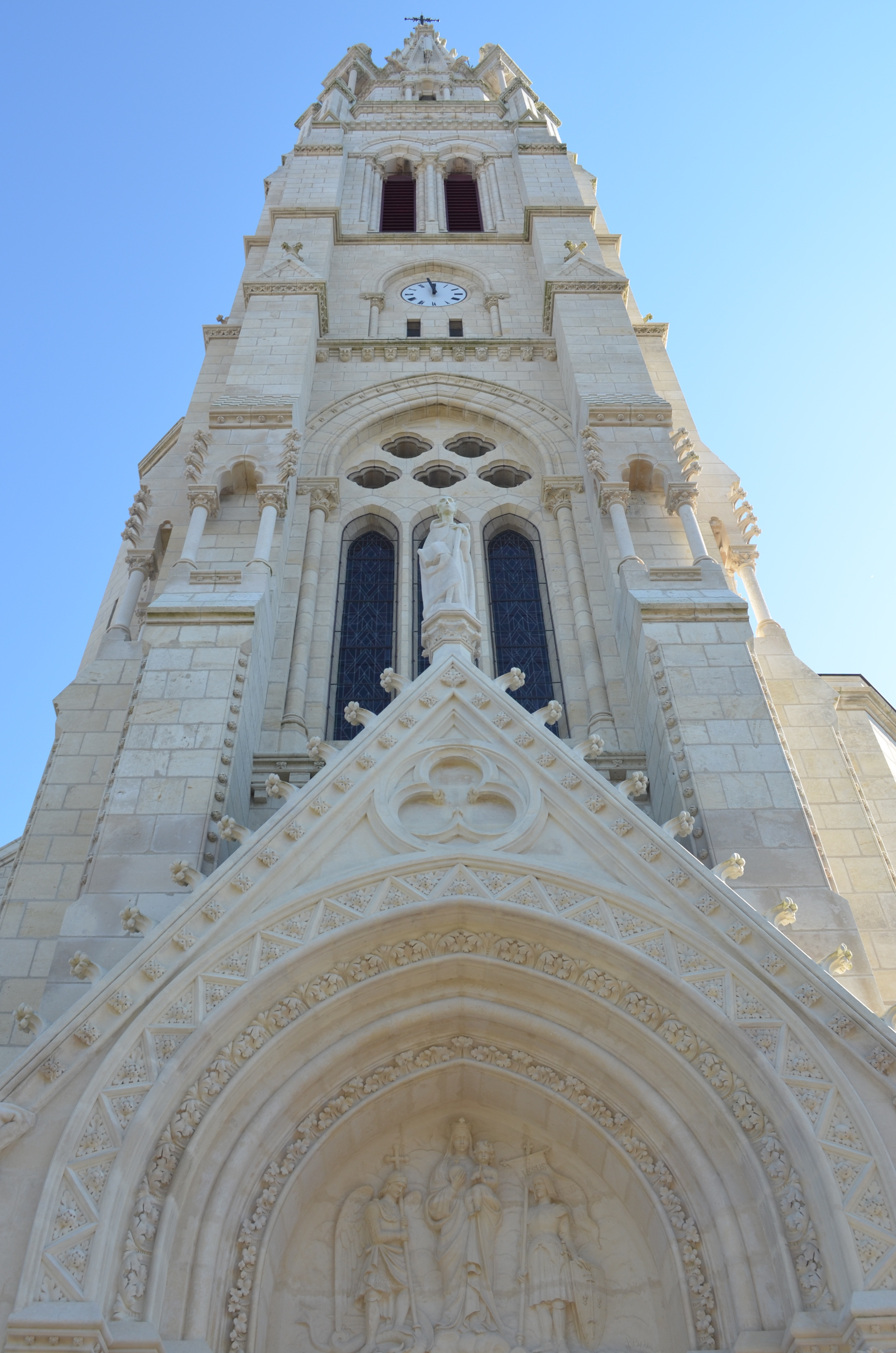
Clocher et tympan de l'église.
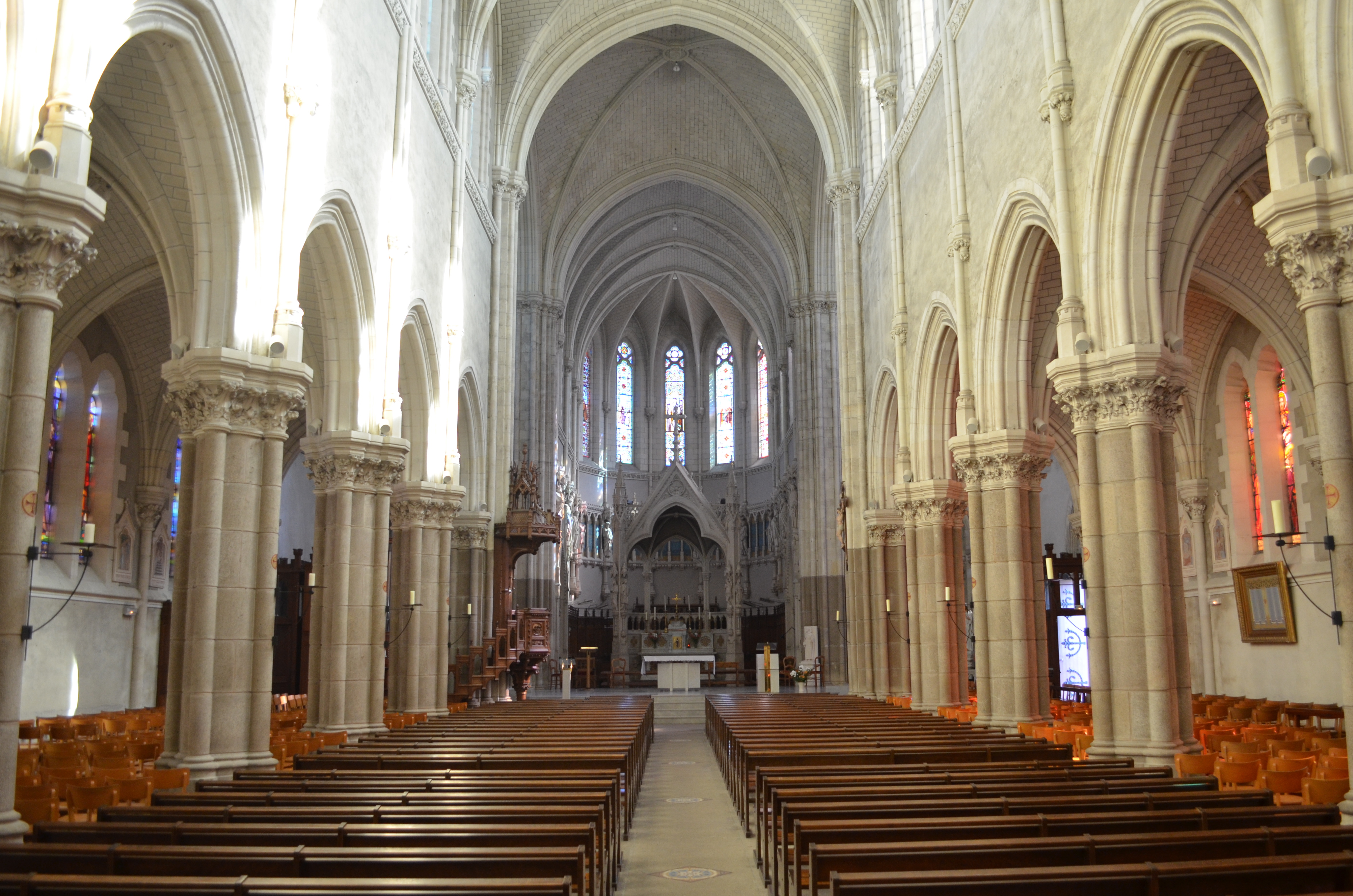
Chœur de l'église.
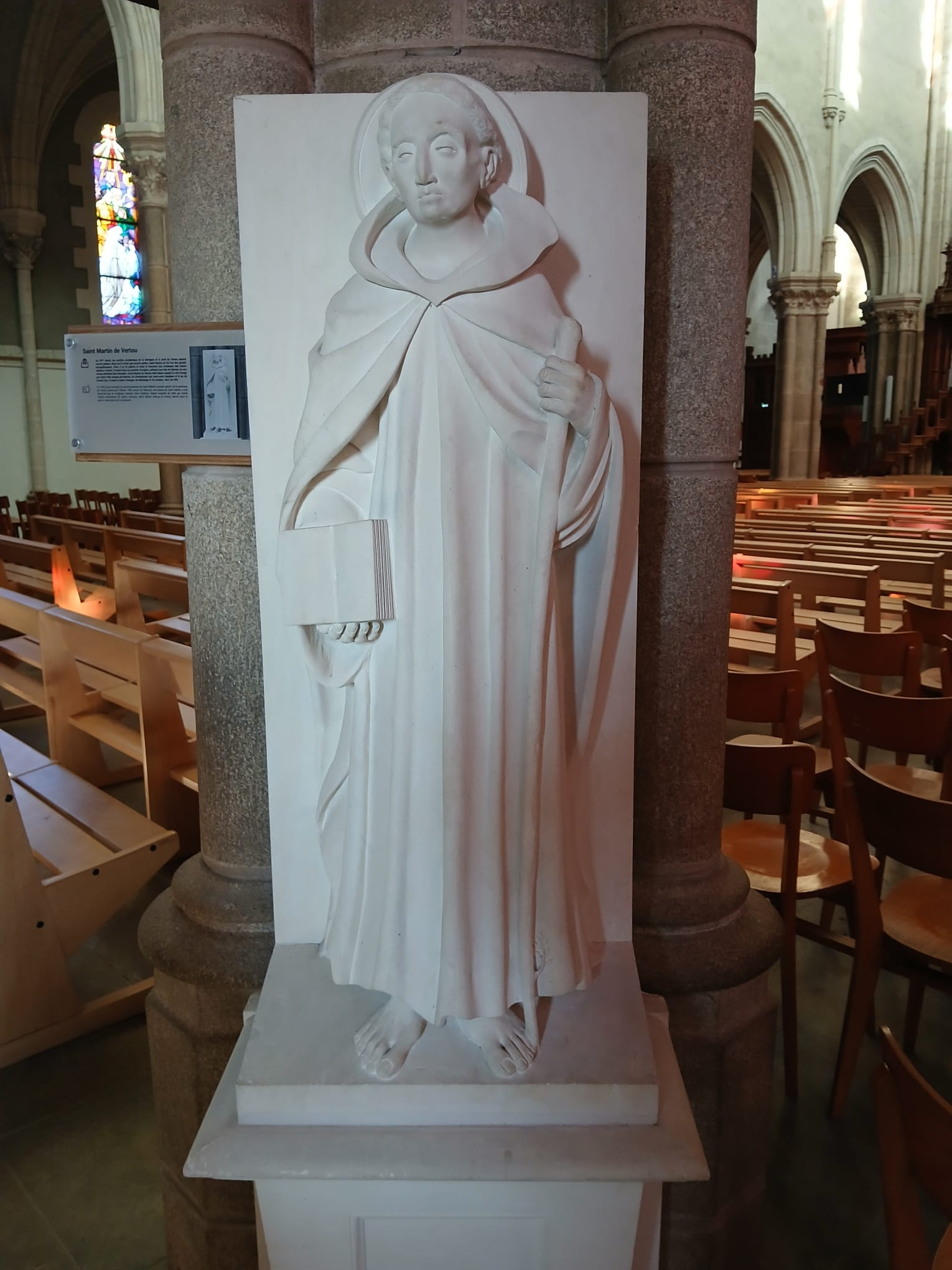
Statue de saint Martin de Vertou.